# Jan Dirk van Bilderbeek
Jan Dirk van Bilderbeek (Dordrecht, 22 april 1919 - Waalsdorpervlakte, 17 februari 1945) zat in het verzet in Nederland tijdens de Tweede Wereldoorlog.  
Hij was zoon van wis- en natuurkundige Hendrika Brigitta van Meurs en architect Bernardus van Bilderbeek. 
Toen de oorlog uitbrak studeerde Van Bilderbeek tandheelkunde en raakte betrokken bij het verzet. Begin januari 1945 probeerde hij  met Dirk Geerlings en Hugo van Lennep, die al twee eerdere pogingen hadden ondernomen, de rivieren over te steken om bevrijd Nederland te bereiken. Jan Dirk en Hugo waren familie van elkaar. Ze werden in de Biesbosch bij Dubbeldam door Duitsers gearresteerd, in Dordrecht opgesloten en naar het Oranjehotel in Scheveningen gebracht. Op 17 februari 1945 werden zij daar zonder uitleg weggehaald en naar de Waalsdorpervlakte gebracht, alwaar zij werden geëxecuteerd. De familie leefde nog twee jaar in onzekerheid.
Van Bilderbeek werd op de Gemeentelijke Begraafplaats Rusthof in Amersfoort, vak/rij/nummer 12 A 26 herbegraven.